# Jean-Luc Delaunay
Pour les articles homonymes, voir Delaunay.
Jean-Luc Delaunay, né le 3 janvier 1940 à Châtellerault, est un amiral français, chef d'état-major particulier du président de la République (septembre 1995 à avril 1999) puis chef d'état-major de la Marine (mai 1999 à juin 2001).